# 데이먼 나이트
데이먼 프랜시스 나이트(영어: Damon Francis Knight, 1922년 9월 19일 ~ 2002년 4월 15일)는 미국의 소설가, 편집인, 비평가이다. SF 장르의 전문가로, 2003년 SF 명예의 전당에 헌액되었다.